# Скіфо-перська війна
Скіфо-перська війна — вторгнення армії перського царя на ім'я Дарій І Великий Гістасп у Скіфію в 514 або 513 pp. до н. е. з метою її загарбання і включення в Перську імперію Дарія.

## Причини
Єдиної думки з багатьох основних питань війни немає через лаконічність відомостей Геродота, недолік інших письмових і археологічних даних, різне ставлення дослідників до наявних джерел, а також ряд інших чинників.
Геродот розповідає про задуми війни у вигляді діалогу Дарія І та його дружини Атосси:
|  | — Царю! При всій твоїй могутності ти нічого не робиш. Ще жоден народ ти не підкорив персам і не примножив перської держави. Людині молодій, як ти, володарю великих скарбів, слід прославити себе великими подвигами, щоб перси знали, що над ними панує чоловік. Це піде тобі подвійно на користь: перси будуть знати, що на чолі їх стоїть чоловік, і, займаючись війною, вони не будуть мати дозвілля, щоб повставати проти тебе. Тепер, поки ти ще молодий, ти можеш зробити великий подвиг. Адже зі зростанням тіла ростуть і духовні сили, а коли тіло починає старіти, то з ним разом старіє і дух, котрий вже нездатний до великих звершень. — Жінко! Все, про що ти говориш, я і сам думаю зробити. Адже я збираюся перекинути міст з нашого материка на інший і йти на скіфів. І це скоро має статися. |

Геродот повідомляє про сам похід і його причини — бажання Дарія І помститися скіфам за образи столітньої давнини:
|  | Після взяття Вавилону був похід самого Дарія І Гістаспа на скіфів. Внаслідок того, що Азія рясніла людьми і грошових коштів надходило безліч, Дарій побажав помститися скіфам за те, що вони перші вторглись в Мідію і здобули перемогу над тими, хто чинив їм опір, поклавши початок несправедливості. Адже скіфи панували в Верхній Азії протягом двадцяти восьми років. Переслідуючи кімерійців, вони вторглися в Азію, позбавивши влади мідійців. Адже саме останні панували над Азією до приходу скіфів… З цієї причини Дарій І, бажаючи помститися скіфам, зібрав на них військо. |

Платон з цього приводу вигукував: «За яким правом Ксеркс почав похід на Елладу, а батько його на скіфів?». Звідси можна зробити висновок, що він не бачив у Дарія будь-яких серйозних причин для походу на скіфів.
Йордан подає таке пояснення причин походу на скіфів, яких він тут називає готами:
|  | Дарій, цар персів, син Вістаспа, побажав одружитися з дочкою Антіріо, короля готів; просив він цього і в той же час побоювався, як би не відхилили вони його побажання. Готи, знехтувавши спорідненість з ним, залишили його посольство ні з чим. Знехтуваний, він запалав гнівом і виставив проти готів військо з 700 тисяч озброєних воїнів; він прагнув помститися за свою ганьбу суспільним лихом |

Цю ж версію коротко викладає Помпей Трог, який, як і Йордан, спотворює ім'я скіфського царя Іданфірса.
Давні автори наводять дві зовсім різні версії, правдивість яких невідома. Можливо, Дарій хотів поріднитися з скіфським царем для того, щоб заручитися його підтримкою в своїх далекосяжних завойовницьких планах. Отримавши відмову, він зрозумів, що не тільки не придбав союзника або нейтрального сусіда, але має в особі Скіфії сильного ворога, який може перешкодити здійсненню його великих планів. Такого ворога потрібно було знищити. І Дарій І рушив війною на скіфів. Приводом же послужила відмова видати за нього дочку Іданфірса.
Не виключено також, що при тих же подіях Дарій І Гістасп не хотів афішувати свою невдачу з одруженням і знайшов інший привід для війни — давні образи, завдані скіфами під час їхнього панування в Азії. Отже, викладені древніми авторами версії не виключають одна одну.
Але джерела говорять тільки про те, що послужило приводом до війни, а не головною причиною. Всі можливі варіанти детально розглянуті і проаналізовані в роботі Є. В. Черненка.

Імперія Ахеменідів у найбільшому розквіті за часів Кіра, Камбіза та Дарія I

С. П. Толстой, наприклад, пише так: «Я схильний бачити в грандіозному задумі Дарія спробу пройти вогнем і мечем найглибшими тилами Скіфії і вийти в Середню Азію з північного заходу, назавжди розтрощивши міць своїх грізних північно-східних ворогів і завершивши консолідацію північного кордону імперії. Велику роль могли грати і бажання зміцнення на Закавказзі ахеменідської влади, якій безпосередньо загрожували європейські скіфи. Гігантський масштаб не повинен нас бентежити. Не треба забувати величезних розмірів самої імперії і походів Кіра, Камбіза і Дарія на території від Бактрії до Барки і Нубії, котрі мало чим поступаються за протяжністю маршрутів. Географічна обізнаність персів про Скіфію, мабуть, була значно вищою за ту, яку мали греки, і мова йшла не про похід у таємничу „країну мороку“, а в країну, ймовірно, добре відому перській розвідці».
Дещо інше пояснення наводить М. І. Артамонов: «Дарій І Гістасп прагнув поширити Перську імперію на весь тодішній культурний світ і, зокрема, підпорядкувати чорноморські колонії греків і тим самим захопити контроль над чорноморською торгівлею, особливо над надходженням необхідного Греції скіфського хліба»
Близьку йому точку зору висловлює Б. О. Рибаков: «Похід Дарія I до Фракії і Скіфії в 512 р. був першим військовим актом у тривалих подіях наступних греко-перських воєн. Мета його вгадується легко: перси почали підготовку до важкої війни на суші і на морі, намагаючись відрізати Грецію від хлібородних і багатих худобою та рибою областей Балкан і Скіфії. Привід, зрозуміло, був вказаний інший: помста за давні походи скіфів до Малої Азії, а проте підкорення фракійців, непричетних до розбійницьких наїздів скіфів, не залишає сумнівів у справжніх стратегічних цілях перського царя».
Висновки С. П. Толстова не суперечать головному висновку Є. В. Черненка, а доповнюють його, якщо можна так висловитися, по частині стратегічних планів Дарія вже після розгрому скіфів.
Б. А. Рибаков хибно визначив мету походу Дарія, перенісши увагу зі Скіфії на Грецію. Перси прагнули не «відрізати Грецію від хлібородних і багатих худобою та рибою областей Балкан і Скіфії», а розгромити скіфів і убезпечити себе від такого сильного ворога. Тим самим вони, зрозуміло, позбавляли Грецію хліба, але це вже наслідок, а не причина.
Отже, Дарій зібрався війною на скіфів. Перш ніж вирушити в такий далекий і важкий похід, цар подбав про збір необхідних відомостей про Скіфію. Ось що пише про це Ктесій Кнідський в «Історії Персії»: «Дарій наказав каппадокійському сатрапові Аріарамну перетнути Європу в поході проти скіфів і взяти в полон чоловіків і жінок. Аріарамн, переправившись на 30 пятидесятивеслових суднах, взяв скіфів у полон, причому захопив і брата скіфського царя Марсагета, знайшовши його закованим в кайдани за наказом брата за якусь провину. Скіфський цар Скіфарб в гніві написав Дарію зухвалий лист, йому було дано таку ж відповідь».
Точна дата походу невідома. Геродот лише зазначає, що похід стався після взяття Вавилону, тобто після 521 р. У зв'язку з цим В. В. Струве підкреслив, що «датування Геродотом походу на скіфів є занадто розмитим, бо залишає занадто великий простір для вибору того року, коли Дарій вирішив послати своє військо проти племен, що населяли степи нашого Причорномор'я».
Вчені висловили безліч різних точок зору щодо цієї дати. Наводячи різноманітні аргументи, міркування, гіпотези і просто здогадки, вони відстоюють той чи інший рік в проміжку між 520 і 507 рр.. до н. е. Більшість дослідників вважають, що скіфо-перська війна  сталася в 512 р. Абсолютно точну відповідь дати поки що неможливо.

## Чисельність військ
Геродот повідомляє про чисельність перського війська наступне: «Війська, без морського флоту, налічувалося 700 000 разом з кіннотою, кораблів ж було зібрано шістсот». Помпей Трог також вказує, що Дарій «вступив у Скіфію з 700 000 озброєних людей». Аналогічні відомості наводить Йордан, який відзначає, що Дарій «виставив проти готовий військо з 700 000 озброєних вояків». А Ктесій Кнідський називає іншу цифру — 800 000 війська.
Єдиної думки щодо правильності цих історичних даних не існує. Прихильники наведеної Геродотом цифри ніяких особливих доказів зазвичай не приводять. Як правило, вони просто вказують ці дані і приймають їх або беззастережно, або з тими чи іншими поясненнями або міркуваннями на цей рахунок. А дослідники, що відкидають наведену ним та іншими стародавніми авторами цифру, вважають, що чисельність перського війська була набагато менше, і намагаються обґрунтувати свій висновок різними аргументами. Найповніше ця точка зору відображена в роботі Е. В. Черненко.
З наведених цитат можна вивести, що Геродот, Помпей Трог і Йордан визначають в 700 тисяч чисельність тільки сухопутного війська Дарія. Геродот при цьому додає, що було зібрано крім того 600 кораблів. А Ктесій зазначає загальну чисельність сухопутного і морського війська — 800 тисяч. Отже, морське військо налічувало 100 тисяч чоловік.
Визначити чисельність скіфів, на жаль, неможливо навіть приблизно. Ні Геродот, ні інші античні автори не тільки нічого не повідомляють про це, але і не дають ніяких відправних даних для більш-менш достовірних підрахунків. Відомо тільки, що скіфів було значно менше, ніж персів.

## Похід

### Переправа через Боспор Фракійський
Геродот розповідає про це зовсім коротко: «Коли Дарій займався приготуванням до походу проти скіфів і розсилав гінців з наказом одним доставити піше військо, іншим — кораблі, третім — будувати міст через Боспор Фракійський, Артабан, син Вістаспа, брат Дарія, рішуче противився того, щоб той зробив похід проти скіфів, нагадуючи про недоступність скіфів. Але він все-таки не переконав Дарія послухатися корисних порад. Артабан замовк, а Дарій після того, як у нього все було приготовлено, почав виводити військо з Суз». Після цих сухих лаконічних відомостей викладається дуже своєрідний сюжет: «Тут один з персів — Ойобаз — упросив Дарія, оскільки у нього було три сини і всі готувалися до походу, залишити йому одного. Той же сказав, що залишить йому всіх дітей, оскільки він, будучи йому другом, просить небагато чого. І ось Ойобаз дуже радів, сподіваючись, що сини позбавлені від походу. Дарій наказує тим, хто був поставлений для цього, вбити всіх синів Ойобаза. Вони, вбиті, були залишені тут же, на місці».
Вважається, що цей сюжет був вигаданий Геродотом, щоб показати розмах підготовки та безвинятковість військової повинності. 
Про подальший розвиток подій Геродот повідомляє: «Дарій І, після того як виступив з Суз, прибув в ту частину Калхедонської області, яка примикає до Боспору і де був побудований міст». Ця коротка фраза означає довгий шлях довжиною приблизно 2500 км.

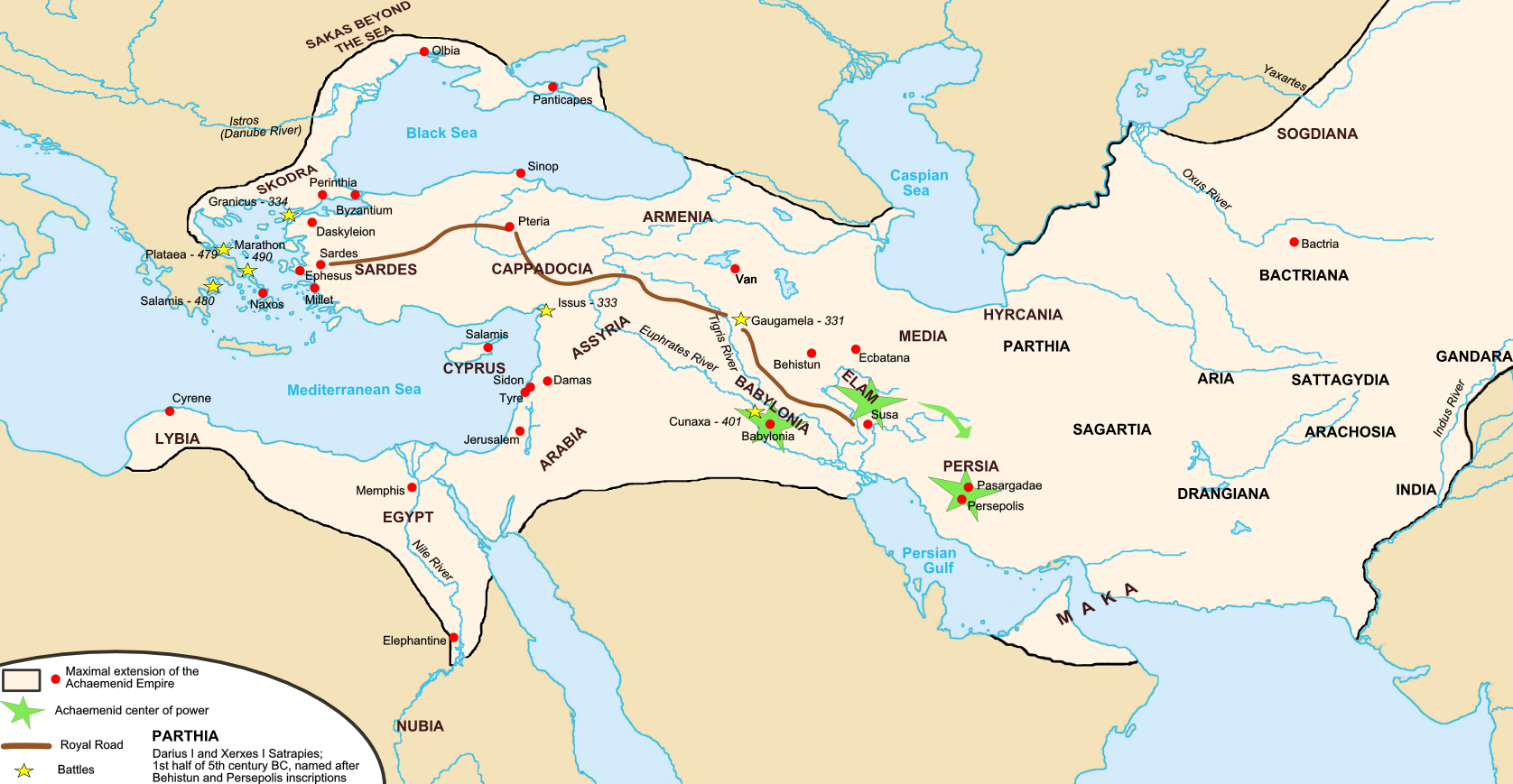
Царська дорога Перської держави

Військо рухалося по знаменитій «Царській дорозі», яка пов'язувала Сузи, літню резиденцію царя, з містом Сарди, колишньою столицею Лідії. Ця дорога була стратегічною артерією Перської держави. Ця дорога описана Геродотом в іншому місці його твору «Історія греко-перських війн», де розповідається про карту світу Арістагора Мілетського, вирізаною на мідній дошці. За словами Геродота шлях із Сард в Сузи виглядав так: «На всій його довжині є царські стоянки і відмінні постоялі двори, і весь шлях проходить у населеній і безпечній країні. Двадцять таких стоянок розташовано на шляху через Лідію і Фригію на відстані 94,5 парасангів.
З Фригії шлях веде безпосередньо до річки Галіс, де є гірський прохід, через ворота якого необхідно пройти для переправи через річку. Біля воріт проходу знаходиться сторожова укріплення з сильною охороною. За річкою слідує Каппадокія, і по ній на відстані 104 парасангів до кордону Кілікії розташовано 28 стоянок. На цьому кордоні треба пройти через два проходи і минути два сторожові зміцнення; на шляху через Кілікію — три стоянки на відстані 15,5 парасангів. Кордон Кілікії та Вірменії утворює судноплавна річка Євфрат. У Вірменії знаходиться 15 стоянок з заїжджими будинками і сторожовим зміцненням протягом 56,5 парасангів. З Вірменії шлях веде в Матіену; тут 34 стоянки на відстані 136 парасангів. У цій країні протікають чотири судноплавні річки. Через усі ці річки треба переправлятися на суднах. Перша річка — Тигр, відтак, друга і третя під однією назвою Забат. Але це — різні річки, і починаються вони не в одній місцевості. Перша зі згаданих річок тече з Вірменії, а друга — з Матіени. Четверта річка називається Гінд. Кір розділив її на 360 каналів. Потім шлях йде через ці проходи в країну Кіссію, де на відстані 42,5 парасангів розташовані 11 стоянок до р. Хоаспа, яка також судноплавна. На ній лежить місто Сузи. Усіх цих стоянок від Сард до Суз 111 і стільки ж заїжджих дворів.
Якщо цей царський шлях правильно виміряно парасангами, і якщо 1 парасанг дорівнює 30 стадіям, то із Сард до царського палацу в Сузах 13 500 стадіїв, оскільки шлях становить 450 парасангів. Якщо рахувати на кожен день по 150 стадіїв, то на весь шлях припаде 90 днів.

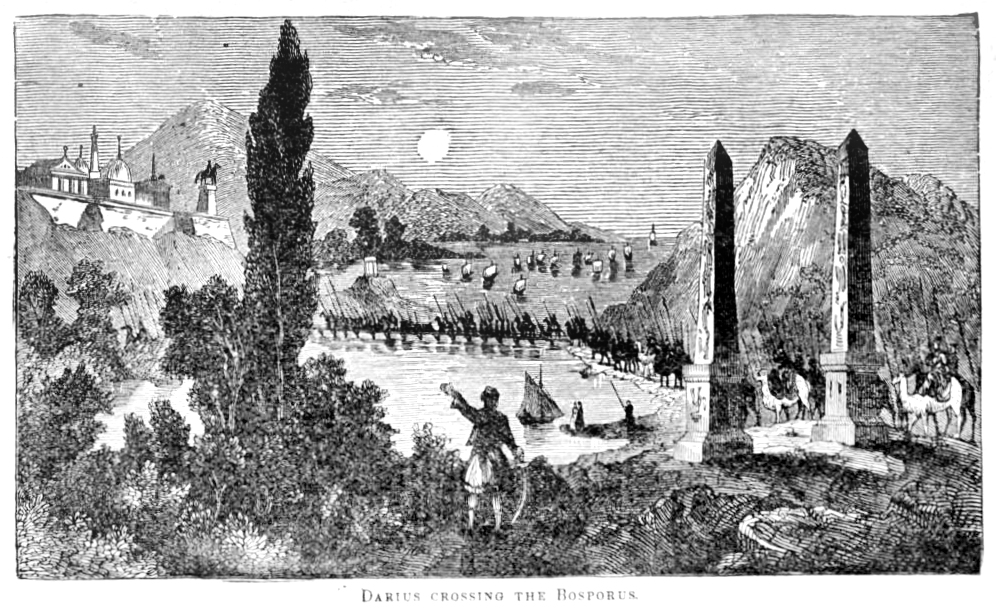
Війська Дарія переходять через Боспор

Військо Дарія пройшло «царською дорогою» майже весь зазначений маршрут. Не доходячи Лідії, перси завернули до Боспору Фракійського і вийшли до того місця, де через протоку був побудований понтонний міст. На цей шлях пішло не менше трьох місяців.
Далі Геродот вдається до цікавого літературному прийому. Для того, щоб описати Понт Евксинський, він садовить Дарія І Гіспаспа на піднесений мис, звідки відкривається прекрасний вид на море. Повідомивши, що цар прибув до мосту, письменник продовжує: «Звідси, зійшовши на корабель, він поплив до так званих Кіанеям, які, як стверджують греки, колись були блукаючими скелями. Сидячи на мису, він дивився на Понт, який заслуговує на увагу: адже з усіх морів воно за своєю природою саме дивне. Довжина його 11 100 стадіїв, ширина ж у тому місці, де воно ширше за все, 3300 стадій. Устя цього моря завширшки чотири стадія, довжина ж цього гирла-протоки, названого Боспором, — на ньому й було зведено міст — доходить до 120 стадій. Боспор ж тягнеться до Пропонтиди. До Пропонтиди, що має в ширину 500 стадіїв і в довжину 1400, вливається в Геллеспонт, що має в самому вузькому місці сім стадій у ширину, довжину ж — 400. Геллеспонт же втікає в безодню моря, яке називається Егейське море».
Потім Геродот знову повертається до подій в гирлі Понту: «Дарій, коли надивився на Понт, поплив назад до мосту, будівельником якого був Мандрокл самосец. А подивившись на Боспор, він поставив на березі дві стели з білого каменю, вирізавши на одній ассирійські, а на іншій грецькі письмена, де перерахував усі племена, які він вів, а вів він усі племена, над якими панував. Війська, без морського флоту, налічувалося 700 000 разом з кіннотою, кораблів же було зібрано шість сотень. Згодом візантійці, прихопивши ці стели в місто, використовували їх для вівтаря Артеміди, за винятком одного каменя. Останній, заповнений ассирійськими письменами, був залишений біля храму Діоніса у Візантії.
Для будівництва моста було вибрано найвужче місце протоки. Його ширина тут дорівнює 750 м. У цьому районі зараз височать руїни середньовічних фортець Анадолу-Гіссаро на азійському боці Босфору і Румелі-Гіссаро на європейському березі. Ця ділянка була найбільш зручною, як для будівництва самого мосту, так і для переправи. Закипіла робота. І в короткий термін геніальний задум великого будівельника Мандрокла був запроваджений в життя. Понтонний міст зв'язав берега Азії та Європи. При цьому слід взяти до уваги, що течія з Понту тут досить сильна. Це вимагало від Мандрокла великих знань, сміливої творчої думки, точних розрахунків. І зодчий чудово впорався з таким складним завданням.
Про це Геродот повідомляє наступне: «Дарій І же після цього, прийшовши в захват від мосту, обдарував його будівельника Мандрокла самосця всім у десятикратному розмірі».
Після переправи через Боспор Фракійський Дарій І рушив зі своїм численним військом через Фракію до гирла Істра. Від Боспору Фракійського  до річки Істр перське військо пройшло близько 700 км. Цей шлях зайняв приблизно місяць. Попереду, за річкою, була вже Скіфія. Після перемог над гетами і фракійцями абсолютно впевнений у перемозі над скіфами, Дарій І Гістасп почав готуватися до переправи через річку Істр.

### Атака на землі скіфів

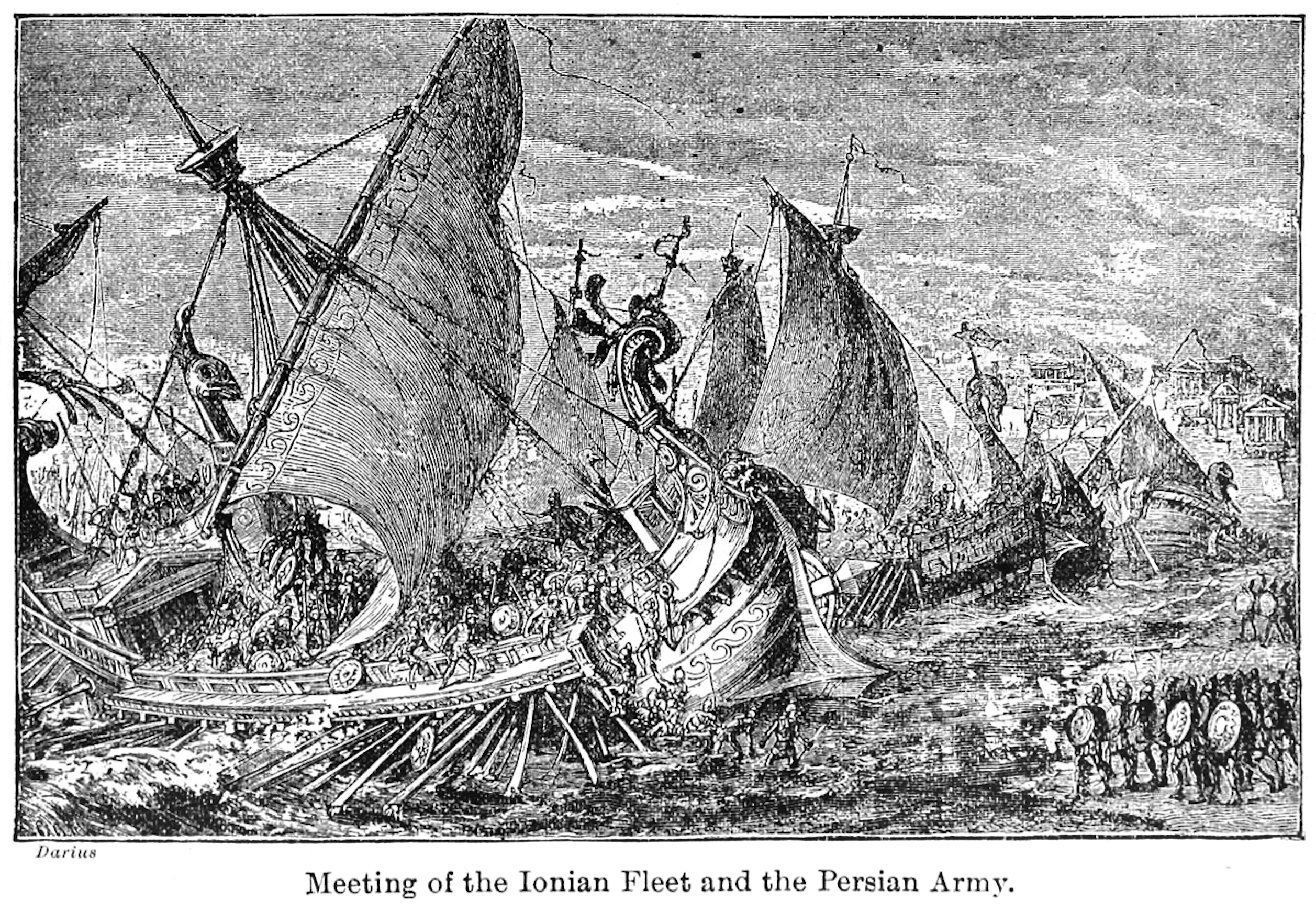
Об'єднання іонійського флоту і перської армії на Босфорі під час підготовки до скіфського походу. Ілюстрація 19 століття.

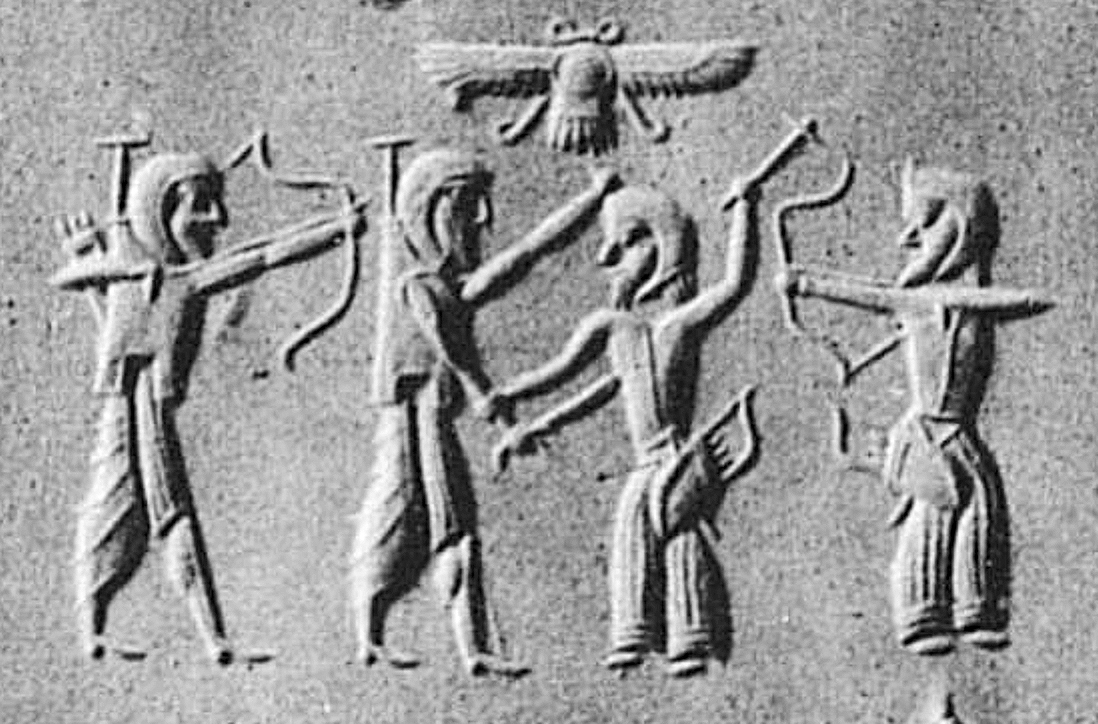
Воїни Ахеменідів воюють проти скіфів або согдійців. Відбиток циліндричної печатки.

За Геродотом, біля переправи на землі скіфів відбулося наступне: «Коли ж Дарій і піше військо, яке було з ним, прибули до Істру, то, після того, як всі переправилися, Дарій І наказав іонійцям, зруйнувавши міст, слідувати за ним по суші. Коли ж іонійці готувалися руйнувати і робити те, що наказано, Кой, син Ерксандра, стратег мітиленців, запитавши перш, чи завгодно буде Дарію вислухати думку того, хто бажає її висловити, сказав наступне: „О царю! Ти збираєшся зробити військовий похід проти країни, в якій не виявиться ніяких посівів і жодного обжилого міста. Дозволь мосту стояти недоторканним на цьому місці, а охоронцями його залиш тих, хто його збудував. І якщо, знайшовши скіфів, ми здійснимо все згідно з задумом, то повернення нам забезпечене. Якщо ж ми і не зможемо їх знайти, то, принаймні, повернення для нас буде безпечним. Адже я анітрохи не боюся, що ми будемо переможені скіфами в битві. Я більше боюся того, щоб ми, не будучи в змозі їх знайти, блукаючи, не зазнали б якої-небудь біди. І може бути, хто-небудь скаже, що я кажу це заради самого себе, щоб залишитися. Я ж відкрито висловлюю думку, яку вважав для тебе, царю, найкращою. Сам, однак, піду слідом за тобою і не залишуся“.

Дарій І був дуже задоволений порадою і відповідав йому такими словами: „Чужинець лесбосець, коли я щасливо повернуся назад у мій дім, прийди до мене неодмінно, щоб я віддячив тобі за добру пораду добрими справами“.

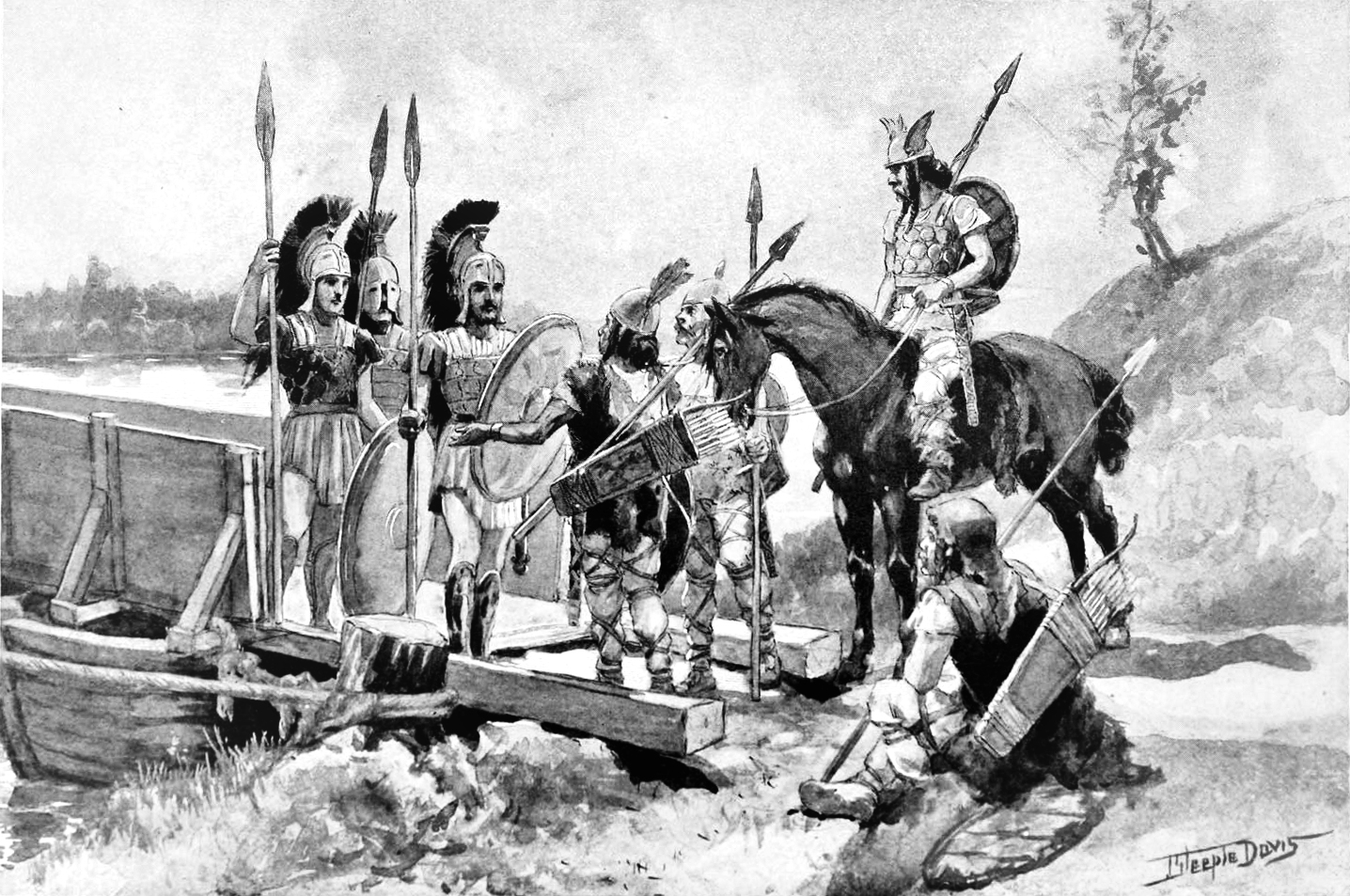
Греки Гістіея боронять міст

Сказавши це і зав'язавши шістдесят вузлів на ремені, він, покликавши для бесіди іонійських тиранів, говорив наступне: „Мужі іонійці! Колишнє рішення, висловлене щодо моста, я скасовую. Ви ж, взявши цей ремінь, робіть так. Як тільки побачите, що я вирушив проти скіфів, то починаючи з цього часу ви кожен день розв'язуйте по вузлу. Якщо ж протягом цього часу я не прибуду, а дні, відведені вузлами, у вас прийдуть до кінця, відпливайте на свою батьківщину. Але до того часу, оскільки я змінив рішення, охороняйте міст, проявляючи все заради його порятунку й охорони. Роблячи так, ви мені надзвичайно догодите“. Сказавши це, Дарій І рушив вперед».
Імовірно, у Дарія спочатку були інші плани: після підкорення скіфів рушити далі на завоювання Середньої Азії. Можна припускати, що після переправи Дарій І зібрав на раду всіх воєначальників і поділився цими планами. Після всебічного обговорення головним чином під враженням виступу Койа, від таких грандіозних прагнень довелося відмовитися. Геродот же стисло виклав тільки суть події, й тому його розповідь виглядає схематичною й кілька трафаретною.

Розповівши про епізод біля переправи, Геродот переходить до опису Скіфії. Потім, вказавши розміри «скіфського чотирикутника», він знову повертається до військових подій.

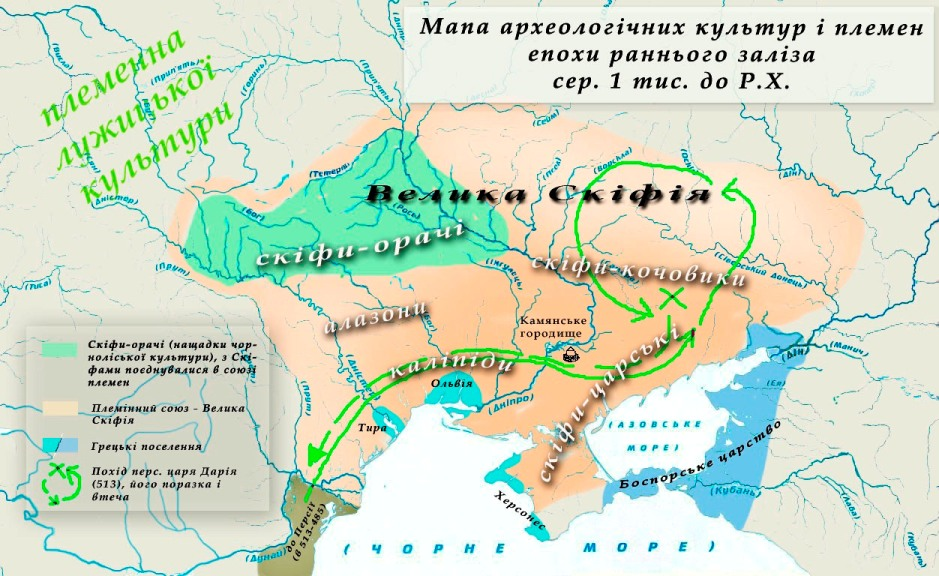
Просування армії Дарія I територією Скіфії

Скіфи дізналися про небезпеку, що загрожує ще до того, як завойовники ступили на їхню землю, і почали готуватися до відсічі ворогові. Але сили були надто нерівними. Скіфи звернулися за допомогою до своїх сусідів. Ось що повідомляє про це Геродот: «Скіфи, віддавши собі звіт в тому, що вони одні не в змозі відбити військо Дарія І у відкритому бою, почали посилати гінців до сусідів. І ось їх царі, зібравшись разом, почали радитися, оскільки військо насувалося величезне. Зібралися ж царі таврів  і агатірсів, і неврів, і андрофагів, і меланхленів, і гелонів, і будинів, і савроматів».
«Отже, посли скіфів, прибувши до присутніх разом царям цих перерахованих племен, передали повідомлення про те, що Перс, після того, як на іншому материку всі йому скорилися, навівши міст у вузькому місці Боспору, переправився на цей материк, а переправившись, він підкорив фракійців, навів міст через річку Істр, бажаючи і тут все підкорити собі.
— Жодним чином не залишайтеся осторонь і не допустіть, щоб ми загинули, але у повній згоді вийдемо назустріч нападнику. А не зробите ви цього? Опинившись у скрутному становищі, ми або залишимо країну, або, залишаючись, укладемо угоду. Бо що буде з нами, якщо ви не захочете нам допомогти! Вам же від цього буде нітрохи не легше: адже Перс йде на нас нітрохи не більше, ніж на вас. А перемігши нас, він не схоче цим задовольнитися і не дасть вам спокою. Наведемо ми і серйозний доказ цих слів. Адже якби Перс йшов війною тільки на нас, бажаючи помститися за колишнє поневолення, то йому слід було б іти проти нашої країни, даючи спокій усім інших, і він ясно показав би всім, що нападає на скіфів, а не на інших. Тепер же, як тільки він перейшов на цей материк, він підкорює всіх, хто б не попався йому на шляху. Він тримає під своєю владою й інших фракійців, і, в тому числі, найближчих до нас гетів».
Сусіди сприйняли цей заклик по-різному. За Геродотом, сталося таке: «Коли скіфи оголосили це, царі, прибувші від племен, почали радитися, і їх думки розійшлися. Гелон, Будін і Савромат, будучи заодно, погодилися допомогти скіфам; але Агафірс, Неврит, Андрофаги і царі меланхленів і таврів відповідали скіфам наступне: „Якщо б ви, не заподіявши персам зла і не розпочавши війну першими, просили про те, про що тепер просите, то нам було б ясно, що ви говорите справедливо, і ми, послухавшись вас, діяли б заодно з вами. Але ви, вторгшись в їхню країну без нашої участі, панували над персами стільки часу, скільки вам дозволяло божество, і оскільки їх тепер спонукає те ж саме божество, вони платять вам тим же. Ми ж і тоді не заподіяли ніякого зла цим мужам, і тепер не будемо намагатися першими заподіяти зло. Якщо, проте, він вторгнеться і в нашу країну і покладе початок несправедливості, тоді і ми не підкоримося, а поки ми цього не побачимо, ми залишимося у себе вдома. Адже ми думаємо, що перси йдуть не на нас, а на тих, хто були винуватцями несправедливості“».
Агафірси, неври, андрофаги, меланхлени і таври не бажали ризикувати власним спокоєм та добробутом. На той момент вони відчували себе у відносній безпеці. Царі  не засуджували персів і не бачили в їх нападі на скіфів нічого несправедливого, а, скоріше, навпаки, — виправдовували завойовників. Можливо, Дарій І постарався перешкодити об'єднанню сил скіфів та їх сусідів і розіслав царям всіх сусідніх зі Скіфією племен вісників з роз'ясненням, що він йде війною тільки на скіфів і нікого більше завойовувати не збирається.
Але наявних сил все ж таки було недостатньо для того, щоб негайно дати відсіч персам. І скіфи обрали іншу тактику. Подальший хід подій Геродот описує так: «Коли скіфи дізналися про таку відповідь, вони вирішили в жодному разі не давати відкритого бою, оскільки ці союзники до них не приєдналися, але, поступово відходячи і женучи худобу, засипати криниці та джерела, повз які вони будуть проходити, винищувати рослинність на землі, розділившись при цьому надвоє, І до однієї з частин скіфського населення, тієї, над якою царював Скопасіс, приєднати савроматів. Їм слід було, відступаючи вздовж озера Меотиди, заманювати ворога до річки Танаїс, якщо перси  повернуть в цьому напрямку. Коли ж перси відступлять, переслідувати, нападаючи. Такою була у них одна частина населення царства; їй був наказаний той шлях, про який саме і йшлося.
Дві інші частини населення царства — друга, велика, якою керував Іданфірс, і третя, над якою царював Таксакіс, злилися воєдино і до них приєдналися гелони і будини. Тримаючись попереду персів на відстані одного дня шляху, вони повинні були відводити їх, відходячи і роблячи те, що було вирішено. І перш за все вони повинні були заманити їх до областей тих племен, які відмовилися від союзу з ними, щоб втягнути їх у війну, якщо вони добровільно не вступили у війну проти персів, то слід було втягнути їх у війну проти волі. Після цього вони повинні були повернути назад у свою країну і напасти на ворога, якщо таке рішення буде прийнято на нараді».
Обрана скіфами Тактика спаленої землі при сформованій розстановці сил була найбільш правильною. При такій великій чисельній перевазі персів скіфи не могли відразу ж дати головний бій. І вони вирішили вимотати ворога, послабити його боєготовність, підірвати бойовий і моральний дух. А для цього треба було відступати і заманювати противника в глиб країни, всіляко-ускладнюючи його перебування тут.
Виправданим було і рішення скіфів діяти двома самостійними частинами війська. Для досягнення поставлених завдань крім основної частини війська була необхідна ще одна частина — більш мобільна і маневрена.
Скіфи почали діяти згідно з обраною тактикою. Геродот пише: «Прийнявши це рішення, скіфи почали просуватися назустріч війську Дарія І, виславши передовими найкращих вершників. Залишивши лише ту кількість худоби, яка була необхідна для прожитку, всю іншу худобу вони відправили разом з возами, в яких у них жили діти й усі жінки, наказавши весь час просуватися у напрямку до північного вітру».
Після переправи через Істр, маршрут персів пролягав через широку смугу між сучасними прісними озерами Ялпуг та Кагул. Потім у районі нинішнього м. Болграда вони перейшли річку Ялпуг, яка при впадінні в Дунай утворює досить велике озеро. І північніше Болграда, в трьох днях шляху від місця переправи, їх виявив передовий загін скіфів. 

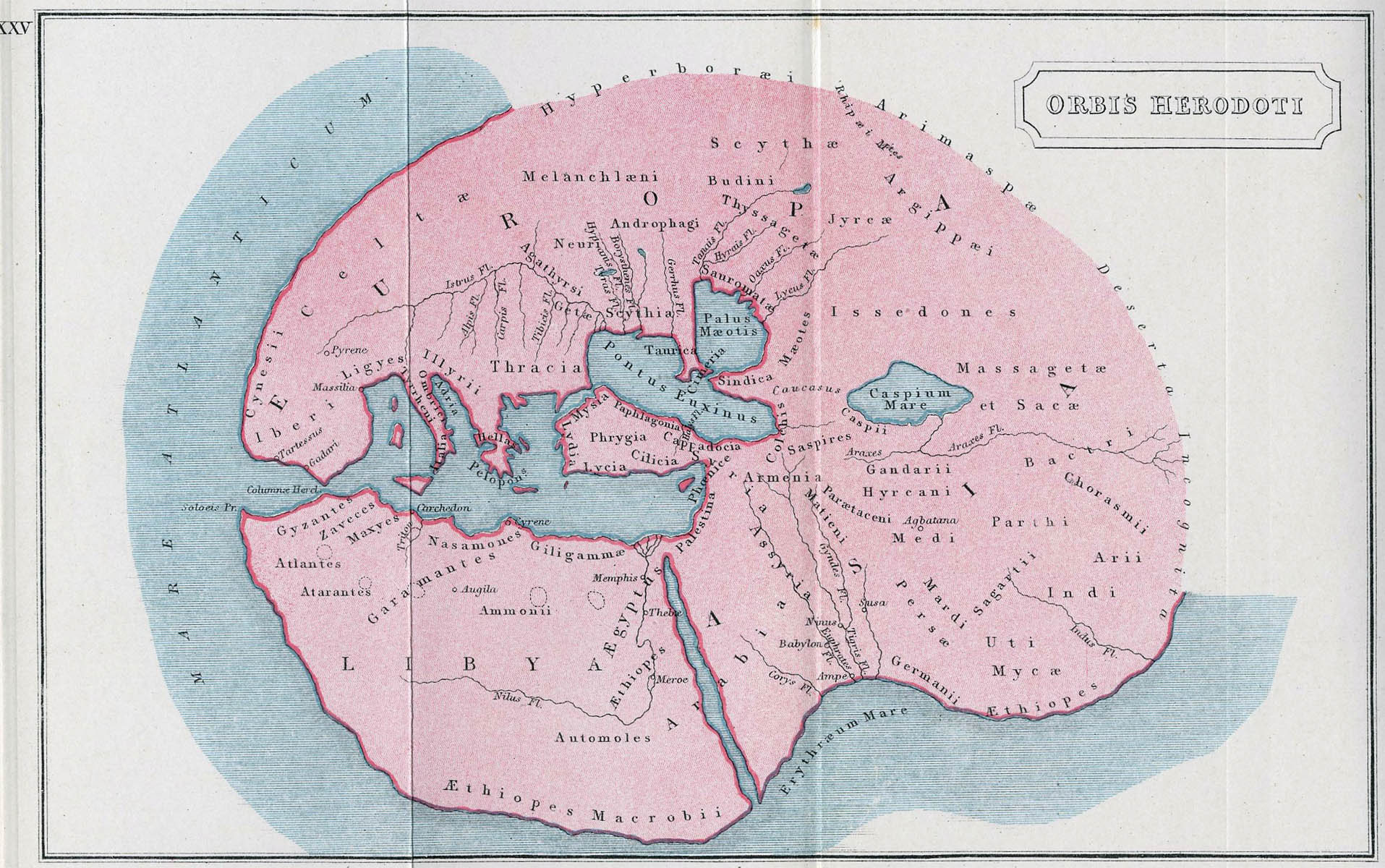
Карта світу, що базується на "Історії" Геродота

Геродот пише: «Коли ж передові скіфів виявили персів, відокремлених трьома днями шляху від Істра, то, виявивши їх, скіфи, тримаючись попереду на відстані одного дня шляху, відразу ж стали розташовуватися таборами, знищуючи все, що росте на землі. А перси, як тільки виявили появу скіфської кінноти, негайно пішли слідами безперервно відступаючих скіфів. І потім перси (адже вони кинулися в напрямку однієї з частин населення) почали переслідування на схід і в напрямку Танаїсу. Коли ж скіфи переправилися через річку Танаїс, перси, переправившись слідом за ними, продовжували переслідування до часу, поки, пройшовши країну савроматів, вони не досягли країни будинів».
З другої половини цього уривку і починаються численні неясності в описі Геродотом подальших подій походу. За Геродотом, подальші військові дії розвивалися так: «За той час, що перси йшли через країну скіфів і країну савроматів, вони не мали можливості що-небудь розорити, оскільки країна не була обжита, коли ж вони вторглися в країну будинів, то там, натрапивши на дерев'яну фортецю (будини пішли і фортеця була абсолютно порожня), вони її спалили. Зробивши це, вони йшли все далі вперед по слідах до пори, поки, пройшовши цю країну, не прибули в пустелю. Ця пустеля не населена жодними людьми, розташована вона вище країни будинів, а протяжність її сім днів шляху.
Вище цієї пустелі живуть тиссагети, а з їх землі беруть початок чотири великі річки, що протікають через землю меотів; вони впадають в озеро, іменоване Меотида, їм дано такі імена: Лік, Оар, Танаїс, Сіргіс. Коли Дарій І дійшов до пустелі, він, призупинивши рух, розташував військо біля річки Оар. Зробивши це, він почав зводити вісім великих фортець, віддалених одна від одної на рівній відстані приблизно близько 60 стадій, їх руїни збереглися ще до мого часу.
У той час як він був зайнятий цим, переслідувані ним скіфи, зробивши коло по землях, розташованих вище, повернули назад в Скіфію. Оскільки скіфи зовсім зникли і більше не показувалися персам, Дарій І залишив ці фортеці недобудованими, а сам повернувши, пішов на захід, вважаючи, що це все скіфи і що вони тікають на захід.
Ведучи військо як можна швидше, він, як тільки прибув у Скіфію, зустрів дві інші частини населенні скіфів і став їх переслідувати, але вони трималися попереду нього на один день шляху. Оскільки Дарій І невідступно їх переслідував, скіфи, згідно з прийнятим рішенням, відступали в землю тих племен, які відкинули союз з ними, перш за все на землю меланхленів. Коли ж скіфи й перси, вторгшись, привели їх у сум'яття, скіфи повели персів в область андрофагів; коли ж і ці були приведені в сум'яття, скіфи стали заманювати персів у Невриду. А коли й ті прийшли в сум'яття, скіфи, вислизнувши, пішли до агатірсів.
Побачивши, що сусіди вигнані скіфами і введені в сум'яття, агафірси, перш ніж скіфи до них вторглися, послали вісника і заборонили скіфам переступати їх межі, заявляючи, що якщо ті спробують вторгнутися, вони перш за все будуть наполегливо боротися з ними. Попередивши про це, агафірси виступили до кордонів з наміром затримати нападників. Меланхлени ж, андрофаги і неври, після того як перси вторглися до них разом зі скіфами, не вступили в боротьбу і, забувши про свої погрози, в сум'ятті втікали на північ, в пустелю. Скіфи не стали вторгатися до агатірсів, які їм це заборонили, і з країни Невриди повели персів у свою країну».
У Скіфії, за Геродотом, перси продовжували переслідувати скіфів. Далі Дарій І вступив у переговори з Іданфірсом. Скіфи надіслали дари персам. Обидва війська приготувалися до бою, але битва не відбулася. Дарій І, кинувши частину свого війська, спішно відступив до Істра і переправився до землі Фракія. Військо Дарія подорожувало 15 днів в посушливому безводному придністровському степу, де величезне перське військо потрапило в скрутне становище. Невеликі, пересихаючі влітку, степові річечки не могли напоїти стільки людей і тварин. Вичерпувалися запаси продовольства і провіанту. А скіфи усе уникали відкритого бою.
Геродот описує події так: «Оскільки таке положення тривало довго і не припинялося, Дарій, пославши вершника до царя скіфів Іданфірсу, передав таке: „Дивна людино, що ти весь час тікаєш, хоча у тебе є можливість зробити одне з двох? Адже, якщо ти вважаєш, що ти сам здатний протистояти моїй могутності, тобі слід, зупинившись і припинивши блукання, битися, коли ж ти усвідомлюєш, що ти слабший, то й тоді, припинивши втечу і несучи своєму владиці в дар землю і воду, прийти для переговорів“. На це цар скіфів Іданфірс сказав наступне: „Мої справи, о Перс, йдуть таким чином: я і раніше не бігав в страху ні від кого з людей і тепер від тебе не біжу, і я не роблю тепер нічого нового порівняно з тим, що звик робити в мирний час.
Поясню і те, чому я не вступаю з тобою негайно в бій. У нас немає ні міст, ні обробленої землі, і боязнь, що вони будуть захоплені і розорені, не змушує нас швидше вступати з вами в бій. Якщо ж тобі потрібно будь-що-будь спішно вступити в битву, то у нас є отчі могили. Спробуйте знайти їх і спробуйте зруйнувати, і тоді ви дізнаєтеся, чи будемо ми боротися за могили, чи не будемо. Але раніше, якщо у нас до того не буде підстави, ми з тобою в бій не вступимо.

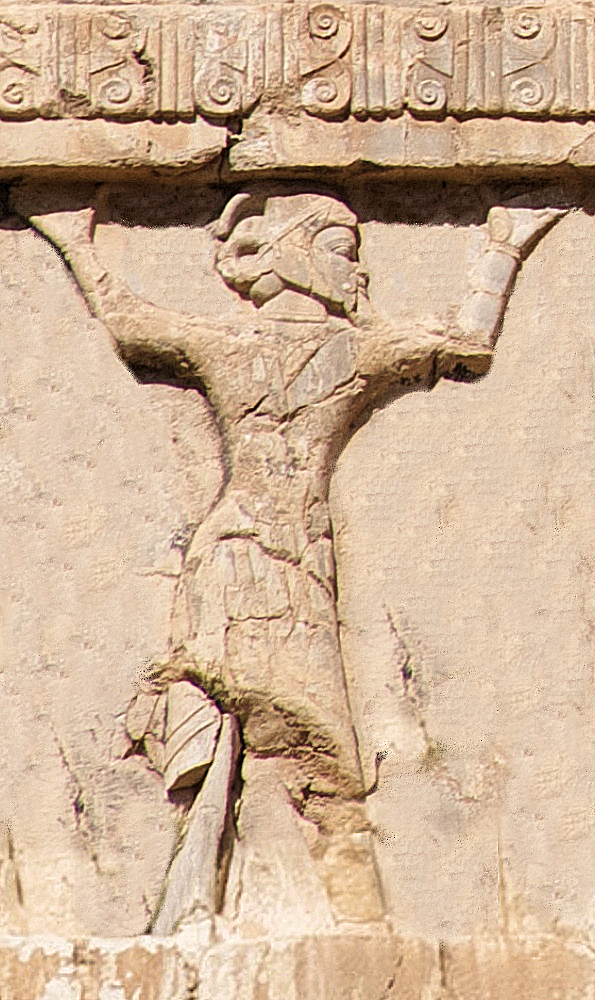
«Скіф за морем», зображений як солдат армії Ахеменідів приблизно в 480 р. до н.е. на гробниці Ксеркса I в Накш-е Рустамі.

Щодо битви сказано достатньо. Владиками ж своїми я вважаю лише Зевса, мого предка, і Гестію, царицю скіфів. А замість дарів землі і води я пошлю тобі такі дари, які тобі личить отримати; а за те, що ти оголосив себе моїм владикою, тобі доведеться плакати. Така відповідь скіфів“».
Геродот повідомляє нам наступне: «Вісник віддалився, щоб повідомити це Дарію, а царі скіфів, почувши згадку про рабство, сповнилися гніву. Вони посилають частину, які з'єдналася із савроматами, та якою керував Скопасіс, з наказом вступити в переговори з іонійцями, які охороняли міст через Істр. А ті зі скіфів, які залишалися на місці, вирішили більше не водити персів з боку в бік, але нападати на них щоразу, як ті будуть добувати продовольство. Отже, підстерігаючи воїнів Дарія, які добували продовольство, вони виконували прийняте рішення. Кіннота скіфів завжди звертала на втечу кінноту ворога, а, врятувавшись втечею, вершники персів спрямовувалися до піхоти, і піхота приходила їм на допомогу. Скіфи ж, відкинувши кінноту, повертали назад, боячись піхоти. Подібні напади скіфи здійснювали і ночами».
Скіфам доводилося навіть час від часу підгодовувати персів: «Кожного разу, коли скіфи бачили, що перси прийшли в сум'яття, то, для того щоб вони довше залишалися у Скіфії, а залишаючись, мучилися, позбавлені всього необхідного, скіфи робили таким чином: залишать частину своєї худоби з пастухами, а самі, не поспішаючи, відступлять в іншу область, перси ж, прийшовши, захоплюють худобу і, захопивши, підбадьорюються від досягнутого».
За допомогою таких хитрощів скіфи погіршили становище персів ще більше. І тоді вони послали Дарію свої знамениті дари. За Геродотом, все відбулося так: «Оскільки це багато разів повторювалося, Дарій, нарешті, опинився в безвихідному становищі, і царі скіфів, дізнавшись про це, послали вісника, що приніс в дар Дарію птаха, мишу, жабу і п'ять стріл.
Перси запитали вісника з дарами про значення подарунків. Він сказав, що йому було наказано тільки, віддавши дари, як можна швидше віддалитися. Він запропонував, щоб перси, якщо вони мудрі, самі зрозуміли, що означають ці дари. Почувши це, перси почали радитися».
Принесені дари спантеличили персів, і вони не відразу зрозуміли, що означають ці подарунки. Геродот передає висловлені припущення: «Дарій висловив думку, що скіфи віддають йому і самих себе, і землю, і воду. Він припустив це на тій підставі, що миша живе в землі, харчуючись тими ж злаками, що і людина, жаба — у воді, птах найбільше походить на коня; стріли ж означають, що скіфи віддають свою військову міць».
Протилежним була думка Гобрія — одного з його сподвижників. Він припустив, що ці дари означають: «Якщо тільки ви, перси, не полетите в небо, звернувшись у птахів, не зариєтися глибоко в землю, ставши мишами, або не стрибнете в болото, перевернувшись на жаб, уражені цими стрілами, ви не повернетеся назад».
А скіфи, принісши дари, не втрачали даремно час і перейшли до найактивніших дій. З розповіді Геродота ми дізнаємося наступне: «Між тим одна частина скіфів, що перше отримала наказ нести охорону біля озера Меотиди, а тепер йшла до Істру для переговорів з іонійцями, прибувши до моста, оголосила наступне: „Мужі іонійці, ми несемо вам волю, якщо тільки ви захочете послухатися. Ми знаємо, що Дарій наказав вам охороняти міст тільки шістдесят днів, а якщо він протягом цього часу не з'явиться, відійти в свою батьківщину. Тепер же ви не будете винні ні перед ним, ні перед нами, поступивши таким чином: залишайтеся встановлене число днів, а після цього віддаліться“. Коли іонійці погодилися так вчинити, скіфи негайно поспішили назад».
Події у Скіфії наближалися до розв'язки. Остаточно вимотавши завойовників, вони вирішили дати відкритий бій. Геродот повідомляє: «Після того як дари були доставлені Дарію, ті скіфи, що залишилися на місці вишикувалися в пішому і кінному строю проти персів, щоб вступити з ними в бій. До скіфів, що стояли в бойовому порядку, всередину строю забіг заєць, і кожен, хто бачив зайця, кидався за ним. Коли ж скіфи стали шуміти і кричати, Дарій спитав, що за шум у ворога. Дізнавшись, що вони переслідують зайця, він сказав, звертаючись до тих, з ким мав звичай говорити і в інших випадках: «Ці мужі ставляться до нас з великим презирством, і мені тепер зрозуміло, що Гобрій правильно сказав про скіфські дари. Оскільки і мені самому тепер вже здається, що справа йде саме таким чином, необхідно добре подумати, щоб наше повернення назад було безпечним».
На це Гобрій сказав: «О царю, я і на підставі чуток був майже переконаний в недоступності цих людей, прийшовши ж сюди, переконався в цьому ще більше, побачивши, як вони знущаються над нами. Тепер же, мені здається, як тільки настане ніч, ми повинні розвести багаття, як ми це зазвичай робимо і в інший час, обманом залишити на місці тих воїнів, які абсолютно нездатні переносити труднощі, прив'язати всіх ослів і піти, перш ніж скіфи попрямують до Істру, щоб зруйнувати міст, або іонійці візьмуть яке-небудь таке рішення, яке може нас погубити». Таку пораду дав Гобрій.
Головна битва між скіфами і персамине відбулася. Скіфи і тут, перед самим боєм показали своє презирство до численного супротивника.
Д. С. Раєвський бачить у сюжеті з зайцем відображення скіфських вірувань у магічну силу полювання на зайця: принесення його в жертву забезпечувало родючість, приносило благополуччя. Тому вже готові битися з персами скіфи кинулися за зайцем.

### Відступ перського війська
За Геродотом події після бесіди з Гобрієм розгорталися так: «Вночі Дарій приступив до виконання свого задуму. Самих виснажених і менш потрібних людей, а також прив'язаних ослів він залишив у таборі під, приводом, що сам з добірною частиною війська має намір напасти на скіфів, вони ж у цей час будуть охороняти табір». Під покривом ночі перси поспішили до Істру. А в таборі горіли вогнища, ревли тварини. І скіфи вважали, що все перське військо знаходиться на місці. Підступно зрадивши частину свого війська, Дарій під покривом ночі непомітно для скіфів почав відступ. Так перси зуміли відірватися від переслідувачів.
Далі Геродот повідомляє: «З настанням дня залишені, зрозумівши, що вони зраджені Дарієм, простягаючи до скіфів руки, розповіли про те, що трапилося. Коли ж скіфи це почули, то, поспішно зібравшись разом, — це були і дві частини війська скіфів і та частина, яка діяла разом з савроматами, а також були і гелони — кинулися за персами прямо до Істру. Оскільки перське військо було в більшості своїй пішим, і шлях йому не був відомий, тому що не було прокладених доріг, скіфське ж військо було кінним, і йому були відомі найкоротші шляхи, і скіфи, прибувши до місця, набагато випередили персів. Дізнавшись, що перси ще не прибули, вони сказали іонійцями, які перебували на кораблях: „Мужі іонійці, призначене вам число днів минуло, і, залишаючись довше, ви робите неправильно. Але оскільки раніше ви залишалися зі страху, то тепер, зруйнувавши переправу, негайно йдіть, радіючи з того, що ви вільні, і відчуваючи вдячність до богів і скіфам. А того, хто колись був вашим повелителем, ми приведемо в такий стан, що він ні на кого вже не піде війною“».
Геродот описує цей найважливіший момент так: «З цього приводу іонійці почали радитися. Афінянин Мільтіад, полководець і тиран херсонесців, тих, що на Геллеспонті, запропонував послухатися скіфів і спробувати звільнити Іонію. Пропозиція мілетянина Гістіея було протилежною цьому. Він говорив, що тепер завдяки Дарію кожен з них є тираном міста; якщо ж влада Дарія буде повалено, ні сам він не зможе керувати мілетянами і ніхто інший не зможе керувати ким би то не було, адже кожне місто демократичне правління побажає мати набагато охочіше, ніж тиранічне. Коли Гістіей висловив таку думку, всі негайно схвалили його думку, хоча раніше погоджувалися з Мільтіадом».
І елліни, як розповідає далі Геродот, пішли на підступний обман: "Після того як вони схвалили пропозицію Гістіея, ними, крім того, було прийнято рішення на ділі і на словах поступити наступним чином: зруйнувати ту частину мосту, яка прилягала до скіфської стороні, зруйнувати ж на відстані польоту стріли, щоб здавалося, що вони щось роблять, не роблячи насправді нічого, і щоб скіфи не намагалися силою перейти по мосту; при руйнуванні тій частини мосту, яка прилягала до Скіфії, було вирішено сказати, що вони зроблять все, що завгодно скіфам.
Потім Гістіей відповів від імені всіх, сказавши наступне: «Мужі скіфи, ви є до нас з корисною радою та приспіли вчасно. І від вас ми отримали корисні вказівки, і ми надаємо вам належну послугу. Бо, як ви бачите, ми руйнуємо переправу і проявимо всіляку старанність, прагнучи бути вільними. У той час як ми її руйнуємо, для вас саме час розшукувати їх і, знайшовши, помститися їм і за нас і за самих себе так, як вони того заслуговують».
Довірливі скіфи знову повірили еллінам, які вже обдурили їх один раз. Адже після перших переговорів вони погодилися зруйнувати переправу після закінчення встановлених Дарієм шістдесяти днів. І не стримали своє слово. Скіфи застали міст недоторканим. Вони повірили еллінам, що ті залишалися понад встановлений термін зі страху, і рішуче зажадали тут же зруйнувати переправу. Переконавшись, що моряки почали розводити кораблі, скіфи, не чекаючи  обману, поспішили назад, назустріч Дарію. Вони хотіли перехопити персів у відкритому степу, подалі від Істра. Там було легше зав'язати бій, остаточно виснажити супротивника і знищити його.
Геродот повідомляє наступне: «Скіфи, знову повіривши того, що іонійці говорять правду, повернули на пошуки персів, але вони помилялися щодо всього шляхи їх пересування. Винні в цьому були самі скіфи, які знищили в цьому краю пасовища для коней і засипали водойми. Якби вони цього не зробили, то у них була б можливість при бажанні без зусиль відшукати персів; а нині вони зазнали невдачі саме через те, що, на їхню думку, було задумано найкращим чином. Скіфи шукали противника, пройшовши наскрізь ту частину своєї країни, в якій були корм для коней і вода, вважаючи, що і перси будуть йти саме через ці краї. Але перси йшли, тримаючись своїх колишніх слідів, і навіть при цьому важко відшукали переправу. Коли вони прийшли, була ніч, і, виявивши, що міст зруйновано, вони впали в розпач, злякавшись, що їх покинули іонійці».
У свиті Дарія був чоловік єгиптянин, що володів найгучнішим серед людей голосом. Цьому-то чоловікові Дарій наказав, ставши на березі Істра, кликати Гістіея мілетяніна. А Гістіей, почувши, по першому ж заклику надав всі кораблі для переправи війська і навів міст.
Отже, перські війська вислизають таким чином, скіфи ж під час пошуків і вдруге розминулися з персами. Що до іонійців, то, з одного боку, їх, як вільних людей, скіфи звинувачують в тому, що вони підлі і боягузливі, з іншого боку, скіфи стверджують, що якщо судити про іонійців, як про рабів, то це невільники, що люблять свого пана і ні в найменшій мірі не схильні до втечі від нього.

Так Дарій врятувався від повного розгрому. Своїм порятунком перси були зобов'язані головним чином Гістіею. Добре сказав про це, як передає Геродот, брат Дарія Артабан. Багато років по тому, вже після смерті Дарія його син Ксеркс, зайнявши престол батька, задумав побудувати міст через Геллеспонт і йти війною на Елладу. І Артабан, відмовляючи царя, що доводився йому племінником, від цього, виголосив таку промову: «О царю! Я не радив твоєму батькові, моєму братові, Дарію йти походом на скіфів, людей, у яких зовсім немає міст. А він мене не послухав в надії підкорити скіфів, які все-таки були кочівниками, і вирушив у похід. Однак йому довелося повернутися назад, втративши багато хоробрих воїнів зі свого війська …

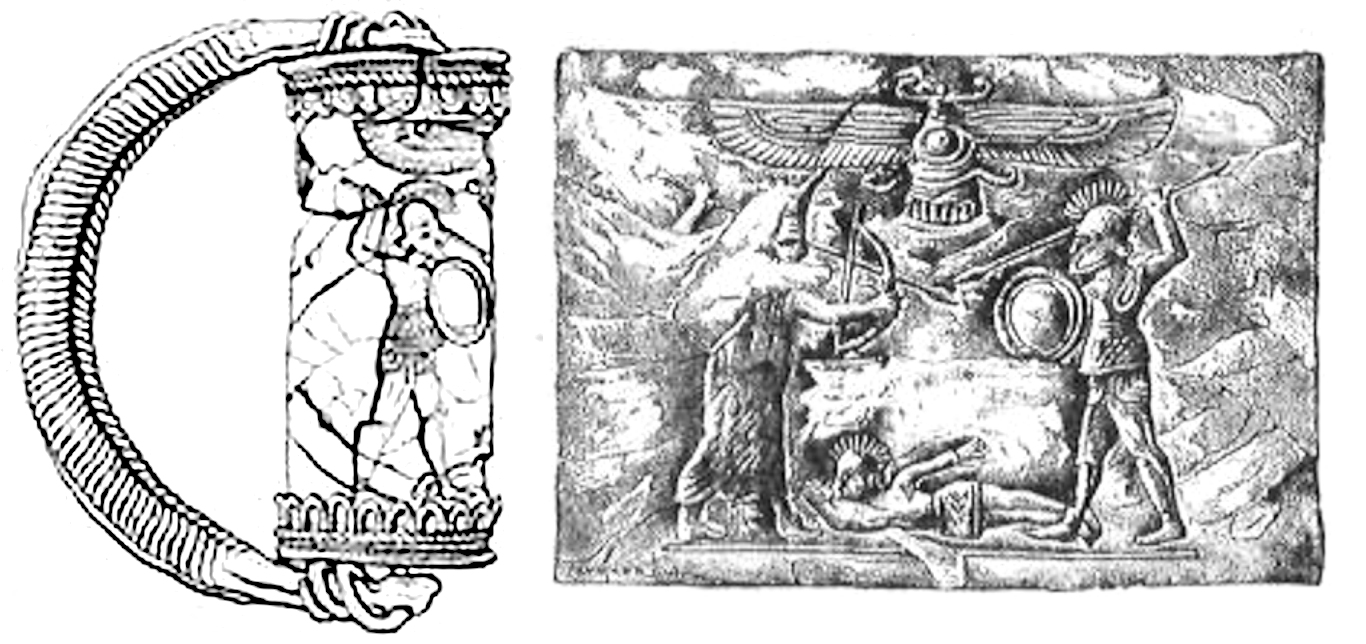
Цар Ахеменідів, що бореться з гоплітами, циліндрична печатка та її відбиток, Кімерійський Боспор.

Можу уявити собі, яке нещастя нас ледь не спіткало, коли батько твій побудував міст на Боспорі Фракійському і на річці Істрі і переправився в Скіфську землю. Тоді скіфи всіляко намагалися переконати іонійців, яким була доручена охорона мосту на Істрі, зруйнувати переправу. І якщо б тоді Гістіей, тиран Мілета, погодився з думкою інших тиранів і не чинив опір, то військо персів загинуло б. Втім, навіть і подумати страшно, що тоді вся держава царя була в руках однієї людини».
Підмітив Артабан, що «тоді вся держава царя була в руках однієї людини» — Гістіея. Дарій не забув цієї послуги. Відразу ж після походу він викликав до себе Гістіея разом з Коєм і щедро нагородив обох згідно з їх бажанням. Гістіей отримав у володіння місцевість Міркін, де збирався заснувати місто, а Кой став тираном Мітилени.
Таким чином, скіфо-перська війна закінчилася втечею Дарія. Перемога над таким сильним ворогом сприяла подальшій консолідації всієї Скіфії, зміцненню її могутності й авторитету. Натхнені перемогою, кочові скіфи, як вважають дослідники, підпорядкували собі лісостепові племена, потім встановили протекторат над Ольвією та Ніконом. А через деякий час скіфи здійснили похід через Фракію і дійшли до Херсонеса Фракійського. У результаті перемоги над персами в античній традиції народилася слава про скіфську доблесть й непереможність цього народу.

## Наслідки
Кочові скіфські племена, що зіграли головну роль у розгромі Дарія, зміцнили своє становище. Після цього почалися рейди скіфів у глибини Лісостепу, розгром багатьох лісостепових городищ, що ознаменували собою підпорядкування лісостепових племен, і значною мірою сприяли консолідації всієї Скіфії.
У ході війни скіфів з перським царем Дарієм проявилися деякі особливості застосованої скіфами стратегії ведення великих кампаній. Коротко вони зводяться до наступного:
- Вироблення на самому початку війни чіткого плану її ведення, що передбачав «пасивну» і «активну» стадії, і суворе дотримання його;
- Правильна оцінка сформованого до початку війни співвідношення сил і прагнення змінити його на свою користь;
- Застосування «стратегічного відступу для зміни співвідношення сил на свою користь»;
- Нав'язування противнику свого плану ведення війни в невигідних для нього умовах;
- Поділ війська на дві частини з постановкою перед ними основних завдань на всю кампанію з наступним уточненням і зміною цих завдань;
- Широкий маневр на величезних просторах степів значних мас кінноти;
- Вміле використання місцевості, вплив на неї в смузі просування супротивника з метою створення труднощів у постачанні продовольством, водою та фуражем.

До прорахунків  слід віднести помилки, допущені на завершальному етапі ведення війни: скіфи не могли домогтися руйнування мосту і «загубили» персів, дозволивши їм відірватися від переслідування, кинувши табір, обоз та небоєздатну частину війська. У результаті цього не було досягнуто основної мети — перське військо не було знищено. Війна зрештою звелася до «виштовхування» супротивника зі своєї території.
Хоча скіфський похід Дарія I закінчився поразкою, Дарій проник вглиб скіфської території услід за відступаючим супротивником. Це дало підставу Дарію включити причорноморських скіфів в список підвладних йому народів під назвою «заморські саки». Поразка Дарія в цій війні хоч й завдала тяжкий удар по його війську, але не зломало його, так переломним моментом для Перського царя та його зростаючеї імперії стане битва під Марафоном 490 до н. е. та загибель флоту в результаті нападу скіфських піратів